# Anne Poggemann
Anne Poggemann ist eine deutsche Verwaltungsjuristin und politische Beamtin. Vom 16. Januar 2020 bis zum 1. Oktober 2021 war sie Staatssekretärin im Ministerium für Inneres und Sport des Landes Sachsen-Anhalt.

## Leben
Poggemann absolvierte zwischen 1994 und 2000 ein Studium der Rechtswissenschaften nebst wirtschaftswissenschaftlicher Zusatzausbildung an den Universitäten Bielefeld und Osnabrück, welches sie mit dem ersten juristischen Staatsexamen abschloss. Nach ihrem Rechtsreferendariat (2000–2003) und dem zweiten juristischen Staatsexamen (2003) war sie von 2004 bis 2006 für die Bundesanstalt für Finanzdienstleistungsaufsicht in Bonn tätig, ehe sie Fraktionsreferentin für Innenpolitik sowie Recht und Verfassung der CDU-Fraktion im Landtag von Sachsen-Anhalt wurde. Zudem war sie juristische Beraterin für die Untersuchungsausschüsse des Landtags von Sachsen-Anhalt zur „Klärung von Vorfällen mit rechtsextremistischem oder fremdenfeindlichem Hintergrund im Geschäftsbereich des Ministerium des Innern“ (2007–2010) und zu „dienst-rechtlichen Angelegenheiten“ in der Polizeidirektion Sachsen-Anhalt Nord (2010–2011).
2011 wechselte Poggemann in das Ministerium für Inneres und Sport des Landes Sachsen-Anhalt, wo sie bis 2020 unter anderem Referatsleitung im Ministerbüro von Holger Stahlknecht und für Verfassungsschutz war. Zudem hospitierte sie beim Verbindungsbüro des Landes Sachsen-Anhalt bei der Europäischen Union, war als Abteilungsleitung im Statistischen Landesamt und Geheimschutzbeauftragte der Abteilung für Verfassungsschutz des Ministeriums tätig. Am 16. Januar 2020 wurde sie von Holger Stahlknecht als Nachfolgerin von Tamara Zieschang zur Staatssekretärin des Ministeriums berufen. Ab September 2021 war sie zunächst auch unter Ministerin Zieschang Staatssekretärin im Innenministerium, bevor sie am 1. Oktober 2021 in dieser Funktion von Klaus Zimmermann abgelöst wurde.
Poggemann ist Vorsitzende des Landesarbeitskreises Christlich-Demokratischer Juristen Sachsen-Anhalt.